# Projectile en sachet

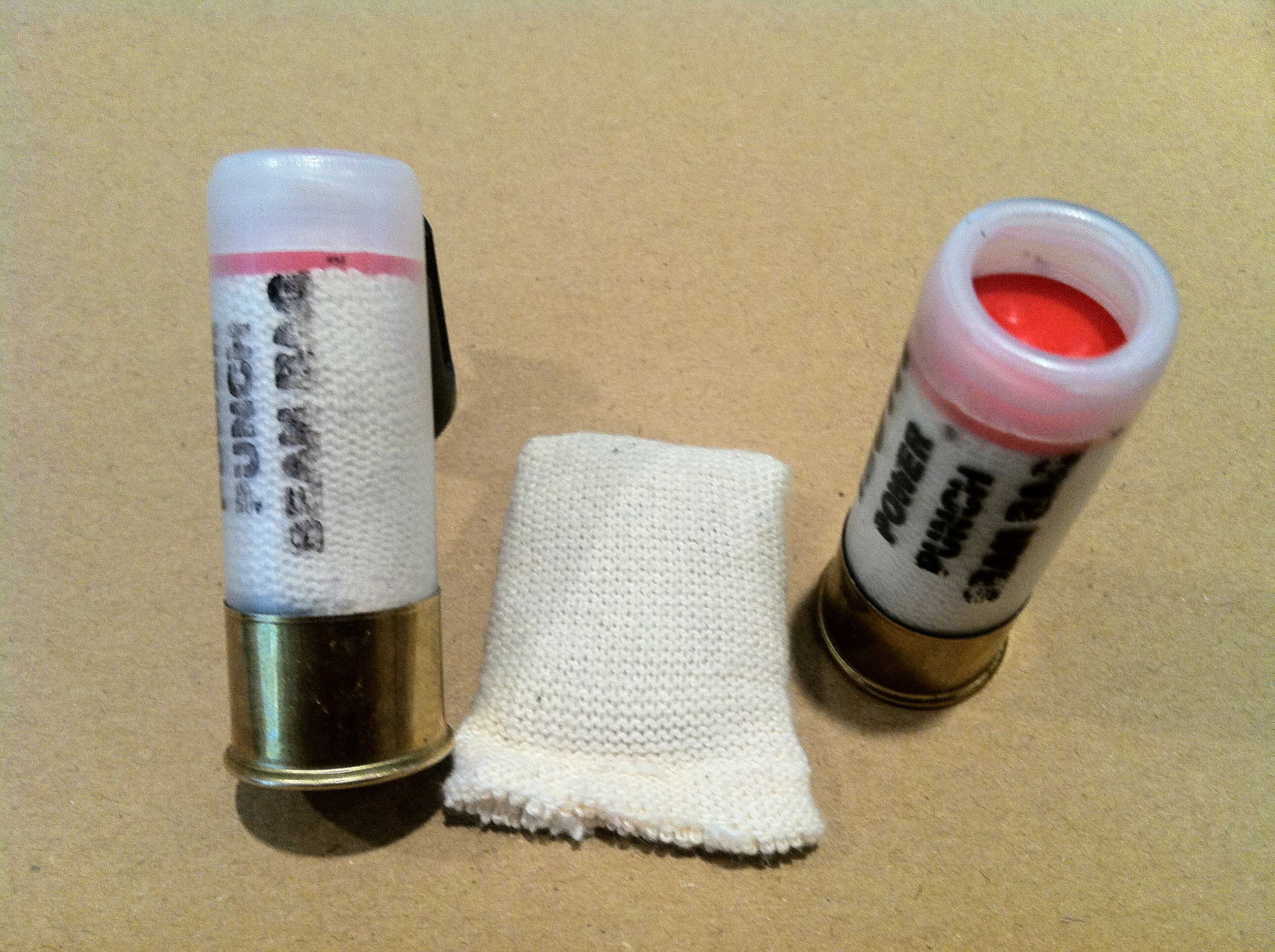
Cartouches et sac projeté

Un projectile en sachets ou un sac à pois (traduction de l'anglais : bean bag rounds, littéralement : « munitions à sac de haricots »)  est une munition pour arme à feu, dont les cartouches contiennent des sachets. Ces sachets peuvent contenir du plomb, du sable ou des billes d’acier. Une fois tiré, le sachet se déplie et frappe la cible par le côté plat. Ces munitions peuvent contenir de la teinture pour repérer la cible par la suite, ou bien des agents chimiques pour l'affecter directement. Les cartouches peuvent être tirées depuis un fusil ou un lance grenade.
Elles sont utilisées dans plusieurs pays pour contrôler les foules. Elles ont par exemple été utilisées lors des manifestations de Ferguson en 2014 aux États-Unis, dans celles de 2019 à Hong Kong contre la loi d'extradition, dans les manifestations de 2019 au Chili ou durant les émeutes de 2023 en France.
Elles ont été utilisées au printemps 2020 à Austin (Texas), lors de manifestations liées à la mort de  George Floyd. Quatre hommes âgés de 18 à 26 ans ont été hospitalisés à la suite de blessures au niveau du crâne. Deux patients ont été pris en charge en soins intensifs, les deux autres ont pu être soignés en ambulatoire,,.

## Dangers
Un projectile en sachet peut blesser gravement ou tuer de diverses manières. Elles ont causé environ un décès par an depuis leur introduction aux États-Unis. Une projectile en sachet peut toucher la poitrine, briser les côtes et envoyer les côtes brisées dans le cœur. Un tir à la tête peut casser le nez, écraser le larynx ou briser le cou ou le crâne du sujet. C'est la raison pour laquelle de nombreux agents apprennent à viser les extrémités lorsqu'ils utilisent un projectile de ce type. Un coup dans la région abdominale peut provoquer une hémorragie interne ou toucher le plexus cœliaque, ce qui peut perturber la respiration ou le rythme cardiaque. Des décès sont parfois dus à la confusion entre munitions.
- En 2006, lors de manifestations anti-corruption à Budapest, en Hongrie, des manifestants ont été abattus d'une balle dans la tête. Au moins trois d'entre eux sont devenus définitivement aveugles. L'une des victimes s'est suicidée en 2013 en raison de complications psychologiques liées à sa cécité. En outre, de nombreuses personnes ont subi des blessures mineures (fractures du nez et des doigts, ecchymoses hémorragiques). En outre, quelques victimes ont souffert d'un traumatisme psychologique à long terme dû au choc[10],[11],[12].
- En 2013, à Park Forest, dans l'Illinois, une autopsie a révélé qu'un homme de 95 ans était mort d'un hémopéritoine après que la police lui eut tiré dessus avec un pistolet à billes[13].
- Le 11 août 2019, lors des manifestations contre le projet de loi sur l'extradition à Hong Kong, une secouriste a probablement été touchée par une projectile en sachet, ce qui a entraîné la rupture de l'un de ses globes oculaires[14],[15],[16].
- Le 23 novembre 2019, un projectile en sachet tiré par la police anti-émeute colombienne a touché l'étudiant Dilan Cruz à la tête, le tuant[17].
- Le 31 mai 2020, Justin Howell, 20 ans, a été abattu d'un tir dans la tête par la police d'Austin, subissant une fracture du crâne qui a entraîné des convulsions et un traumatisme crânien[18]. Le lendemain, le 1er juin 2020, Brad Levi Ayala, 16 ans, a également subi une fracture du crâne après avoir été touché à la tête par une balle de ce type tirée par la police d'Austin[19].
- 22 août 2022, Chris Amyotte, 42 ans, un Ojibwa du Manitoba, meurt après avoir été touché par une balle de type beanbag tirée sur lui par un agent de la police de Vancouver, à Vancouver, en Colombie-Britannique, au Canada[20],[21].
- 30 juin 2023, Aimène Bahouh, un agent de sécurité qui se dirigeait vers une station-essence au Luxembourg après sa journée de travail, est touché à la tempe par un projectile en sachet tiré par le Raid. Sa famille, assistée de Me Yassine Bouzrou, a porté plainte pour « violence volontaire par personne dépositaire de l’autorité publique »[22].